# Mako Yamashita
Mako Yamashita (山下真瑚?  Nagoya, 31 de diciembre de 2002) es una patinadora artística sobre hielo japonesa. Medallista de plata del Campeonato Júnior de Japón 2017-2018, medallista de bronce del Campeonato Mundial Júnior de 2018 y medallista de plata del Skate Canada 2018.

## Carrera
Nació en diciembre de 2002 en la ciudad de Nagoya, de la Prefectura de Aichi en Japón. Comenzó a patinar en el año 2009, sus primeras competiciones fueron en los Campeonatos Júnior de Japón durante la temporada 2015-2016. Su debut en nivel júnior internacional fue en la serie del Grand Prix Júnior, participó en la prueba de Japón, donde quedó en tercer lugar. Su siguiente evento fue en Estonia, donde logró también el tercer lugar. Su participación en el Campeonato Júnior de Japón de 2016-2017 la dejó en el lugar 16.
En la temporada 2017-2018 la patinadora participó en el Trofeo Abierto de Asia en nivel júnior, se ubicó en cuarto lugar. Sus asignaciones para el Grand Prix Júnior fueron en las pruebas de Austria y Croacia, donde ganó las medallas de bronce y plata respectivamente. Compitió en el Campeonato Júnior de Japón de 2017-2018, donde se ubicó en primer lugar con su programa corto y obtuvo el segundo con el libre, ganó la medalla de plata. Debutó en nivel sénior en el Campeonato de Japón de 2017-2018, donde se ubicó en décimo lugar. Su participación en el Campeonato Mundial Júnior de 2018 le dio la medalla de bronce, al quedar tercera en los programas corto y libre.
Yamashita debutó en nivel sénior internacional en la temporada 2018-2019, en el Trofeo Abierto de Japón, donde ganó la medalla de bronce. Su siguiente prueba, el Trofeo de Lombardia, también de la Challenger Series de la ISU, le dio otra medalla de bronce. Debutó en la serie del Grand Prix de la categoría absoluta en el Skate Canada, donde quedó tercera en el programa corto, obtuvo el segundo lugar y 136.76 puntos en su programa libre, que fue una mejor marca personal. La suma de ambos programas le dio la medalla de plata y una nueva marca personal combinada de 203.06 puntos. Su siguiente participación en la serie del Grand Prix es la Copa Rostelecom de 2018.

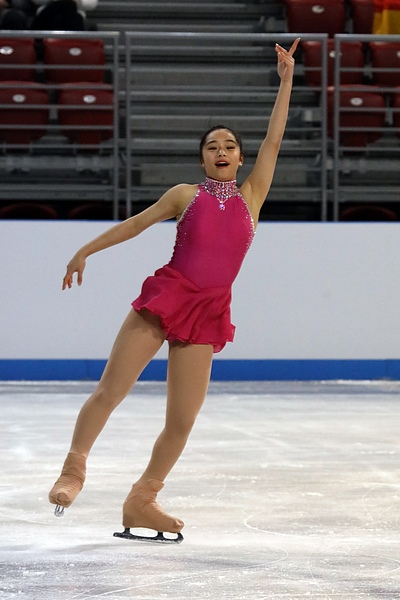
Yamashita en el Campeonato Mundial Júnior de 2018.

### Programas
|           | Programa corto                        | Programa libre                      | Exhibición |
| --------- | ------------------------------------- | ----------------------------------- | ---------- |
| 2018-2019 | Una voce poco fa de Gioachino Rossini | Madama Butterfly de Giacomo Puccini |            |
| 2017-2018 | Bohemian Rhapsody de Maksim Mrvica    | Madama Butterfly de Giacomo Puccini |            |
| 2016-2017 | Nocturne de Secret Garden             | Bohemian Rhapsody de Maksim Mrvica  |            |

### Resultados detallados

#### Nivel sénior
- Las mejores marcas personales aparecen en negrita

| Temporada 2018-2019         | Temporada 2018-2019             | Temporada 2018-2019 | Temporada 2018-2019 | Temporada 2018-2019 |
| Fecha                       | Evento                          | Programa corto      | Programa libre      | Total               |
| --------------------------- | ------------------------------- | ------------------- | ------------------- | ------------------- |
| 20–24 de diciembre de 2018  | Campeonato de Japón 2018-2019   | 9 62.94             | 5 134.20            | 6 197.14            |
| 16–18 de noviembre de 2018  | Copa Rostelecom 2018            | 9 51.00             | 7 110.22            | 7 161.22            |
| 26–28 de octubre de 2018    | Skate Canada International 2018 | 3 66.30             | 2 136.76            | 2 203.06            |
| 12–16 de septiembre de 2018 | CS Trofeo de Lombardia 2018     | 5 55.33             | 3 126.89            | 3 182.22            |
| 1–5 de agosto de 2018       | CS Abierto de Asia 2018         | 6 50.97             | 3 112.48            | 3 163.45            |

#### Nivel júnior
- Las mejores marcas personales aparecen en negrita

| Temporada 2017-2018                     | Temporada 2017-2018                  | Temporada 2017-2018 | Temporada 2017-2018 | Temporada 2017-2018 | Temporada 2017-2018 |
| Fecha                                   | Evento                               | Nivel               | Programa corto      | Programa libre      | Total               |
| --------------------------------------- | ------------------------------------ | ------------------- | ------------------- | ------------------- | ------------------- |
| 5–11 de marzo de 2018                   | Campeonato Mundial Júnior de 2018    | Júnior              | 3 66.79             | 3 128.38            | 3 195.17            |
| 21–24 de diciembre de 2017              | Campeonato de Japón 2017-2018        | Sénior              | 15 57.80            | 10 125.54           | 10 183.34           |
| 24–26 de noviembre de 2017              | Campeonato Júnior de Japón 2017-2018 | Júnior              | 1 65.13             | 2 124.90            | 2 190.03            |
| 27–30 de septiembre de 2017             | Grand Prix Júnior de Croacia 2017    | Júnior              | 2 65.22             | 2 110.53            | 2 175.75            |
| 31 de agosto – 2 de septiembre de 2017  | Grand Prix Júnior de Austria 2017    | Júnior              | 3 64.49             | 3 116.55            | 3 181.04            |
| 2–5 de agosto de 2017                   | Abierto de Asia 2017                 | Júnior              | 4 54.45             | 4 114.35            | 4 168.80            |
| Temporada 2016-2017                     |                                      |                     |                     |                     |                     |
| Fecha                                   | Evento                               | Nivel               | Programa corto      | Programa libre      | Total               |
| 18–20 de noviembre de 2016              | Campeonato Júnior de Japón 2016-2017 | Júnior              | 22 42.28            | 12 97.53            | 16 139.81           |
| 28 de septiembre – 2 de octubre de 2016 | Grand Prix Júnior de Estonia 2016    | Júnior              | 2 62.65             | 3 121.41            | 3 184.06            |
| 7–11 de septiembre de 2016              | Grand Prix Júnior de Japón 2016      | Júnior              | 2 64.86             | 4 117.57            | 3 182.43            |
| Temporada 2015-2016                     |                                      |                     |                     |                     |                     |
| Fecha                                   | Evento                               | Nivel               | Programa corto      | Programa libre      | Total               |
| 21–23 de noviembre de 2015              | Campeonato Júnior de Japón 2015-2016 | Júnior              | 12 51.40            | 9 107.81            | 9 159.21            |